# Conilera stygia
Conilera stygia là một loài chân đều trong họ Cirolanidae. Loài này được Packard miêu tả khoa học năm 1900.